# Zanieczyszczenie termiczne

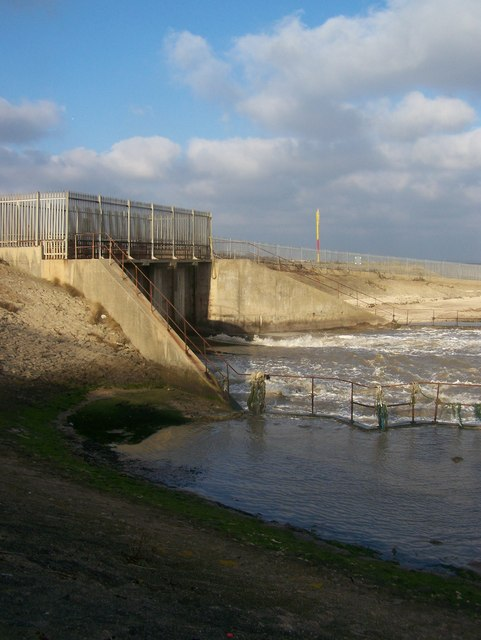
Odpływ wód chłodniczych z elektrowni

Zanieczyszczenie termiczne, zanieczyszczenie cieplne – zmiana temperatury środowiska zaburzająca naturalne procesy ekosystemu, wykraczająca poza naturalny zakres zmienności jego temperatury. Pojęcia zanieczyszczenia cieplnego zwykle używa się w odniesieniu do podwyższenia temperatury wody. W szerszych ujęciach dotyczy również obniżenia temperatury wody oraz podniesienia temperatury powietrza.

## Źródła zanieczyszczenia cieplnego
Podstawowym źródłem zanieczyszczenia termicznego wód jest spuszczanie wody pełniącej funkcję chłodziwa, która została podgrzana podczas chłodzenia urządzeń. Jednym z głównych źródeł jest woda chłodnicza stosowana w elektrowniach. Poza tym największe ilości wody chłodniczej zużywa przemysł celulozowy, chemiczny, w tym petrochemiczny i metalurgiczny. Źródłem zanieczyszczenia cieplnego powietrza mogą być procesy przemysłowe, podczas których powstaje ciepło odpadowe, czyli ciepło niewykorzystane podczas procesu, lecz oddawane do otoczenia. Powstaje ono m.in. w zakładach petrochemicznych, hutach, a także podczas transportu – w silnikach spalinowych.
Na przełomie lat 80. i 90. XX wieku wody chłodnicze stanowiły w Polsce ok. 80% ścieków przemysłowych (ok. 8 km³). 

## Postrzeganie zanieczyszczenia cieplnego
Przez długi czas wody podgrzane (najczęściej chłodnicze) ze względu na praktycznie niezmieniony skład chemiczny były uznawane za wody czyste. W języku polskim słowo zanieczyszczenie sugeruje zmianę składu (chemicznego lub fizycznego), dlatego w dawniejszej literaturze pisano głównie o podgrzanych wodach, bez używania pojęcia "zanieczyszczenie cieplne/termiczne", mimo że w literaturze anglojęzycznej pojęcia "thermal pollution" czy rzadziej "thermal contamination" są używane od kilkudziesięciu lat. Rzadko używa się również nazwy "skażenie" (analogicznie do skażenia radioaktywnego, które również nie musi wiązać się ze zmianą składu chemicznego lub fizycznego wody, lecz ze zmianą jej stanu fizycznego).
Po zdaniu sobie sprawy ze znaczenia zanieczyszczenia cieplnego niektórzy badacze uznali, że jest to poważne zagrożenie dla środowiska. Po wprowadzeniu środków zapobiegających bezpośredniemu wpływowi podgrzanych wód na wody naturalne, niektórzy autorzy sądzą, że jest to zjawisko stosunkowo łatwe do opanowania, a więc mało groźne.
Obecnie zanieczyszczenie cieplne ograniczane jest np. przez unikanie zrzutu podgrzanych wód bezpośrednio do wód naturalnych, lecz wstępne chłodzenie – np. w rowie. Może to jednak być niewystarczające, przez co w klimacie środkowoeuropejskim wody zanieczyszczone termicznie mogą osiągać 36 °C (przy czym naturalnie temperatura ta tylko wyjątkowo przekracza 26 °C) i zachowywać kilka stopni powyżej zera w czasie, gdy naturalne wody zamarzają.

## Skutki zanieczyszczenia cieplnego
Znaczne nagromadzenie źródeł zanieczyszczenia cieplnego, np. w centrach dużych miast, prowadzi do zmiany mikroklimatu polegającej na podniesieniu temperatury i wytworzeniu tzw. wyspy cieplnej. Istnienie wyspy cieplnej prowadzi do zmian składu gatunkowego ekosystemu, w tym ekspansji gatunków inwazyjnych. Podniesienie temperatury wody powoduje również zmniejszenie ilości rozpuszczonych w niej gazów, w tym tlenu. Taka zmiana może okazać się niekorzystna dla niektórych organizmów, co osłabia ich pozycję konkurencyjną w ekosystemie. Oprócz obniżenia zawartości tlenu, podwyższona temperatura zwiększa wrażliwość niektórych organizmów na toksyny. Czasem nawet niewielka zmiana temperatury wraz z synergicznym oddziaływaniem innych czynników może okazać się zabójcza. W warunkach środkowoeuropejskich podniesienie temperatury wód powoduje zanik ryb łososiowatych i sprzyja rybom karpiowatym. Podwyższenie temperatury wody zwiększa również prawdopodobieństwo zakwitów. W zależności od stężenia rozpuszczonego tlenu podgrzanie wód przyspiesza lub spowalnia samooczyszczanie. Zapobieganie zamarzaniu wód może zaburzać historię życiową organizmów, np. ptaków, które rezygnują z migracji lub owadów, które nie przerywają rozwoju zimą. Ponieważ obszar o nietypowej temperaturze jest ograniczony, organizmy te opuszczając środowisko wodne narażone są na wychłodzenie. 
Postulowany jest również wpływ zanieczyszczenia termicznego na globalne ocieplenie, choć nie ma konsensusu, co do jego rozmiaru.

## Uregulowania prawne
W polskim prawie wartości zanieczyszczenia cieplnego są określone w kontekście użytkowania wód jako siedlisk różnych grup ryb. Według jednej z polskich klasyfikacji wód wody naturalne dzielone są na środowisko życia ryb łososiowatych lub karpiowatych (przy czym w danej klasie warunki optymalne dla przedstawicieli jednej z tych dwóch rodzin mogą być również optymalne dla ryb z innych rodzin). Według rozporządzenia Ministra Środowiska z dnia 4 października 2002 r. w sprawie wymagań, jakim powinny odpowiadać wody śródlądowe będące środowiskiem życia ryb w warunkach naturalnych temperatura wody mierzona poniżej punktu wprowadzenia zanieczyszczenia cieplnego (na skraju strefy mieszania) może różnić się od temperatury niezależnej od tego zanieczyszczenia co najwyżej o 1,5 °C w wodach będących środowiskiem życia łososiowatych i 3 °C w wodach będących środowiskiem życia karpiowatych i nie może przekraczać odpowiednio 21,5 °C i 28 °C (a w miejscu i czasie rozrodu ryb wymagających do tego zimnej wody nie może przekraczać 10 °C).
Odpowiednio niską temperaturę i wysokie stężenie rozpuszczonego tlenu muszą mieć również wody najwyższych klas jakości, jednak w tym wypadku prawo nie wskazuje bezpośrednio wpływu zanieczyszczenia termicznego na jej wartość.